# Terror Firmer
Terror Firmer è un film del 1999, diretto da Lloyd Kaufman, prodotto dalla Troma. È basato sul libro All I Needed to Know About Filmmaking I Learned From The Toxic Avenger, scritto da Lloyd Kaufman e James Gunn.
È il primo film della Troma montato con la tecnologia Avid ed è considerato il miglior film diretto da Lloyd Kaufman, nonché la summa di tutti i film della Troma: si ritrovano infatti gli elementi caratteristici della casa di produzione, quali turpiloquio, sequenze politicamente scorrette, splatter, dialoghi demenziali, scatologia e sequenze ricorrenti quali l'amputazione di una gamba e un'evirazione.
Il titolo alternativo del film è One giant Tribute to all Troma films.

## Trama
Il regista cieco Larry Benjamin (Lloyd Kaufman) sta girando un film della Troma. Si tratta dell'ennesimo sequel di Il vendicatore tossico. Durante le riprese, sul set si aggira una misteriosa donna che seduce e uccide a poco a poco i membri della troupe.
Intanto l'assistente del regista Jennifer (Alyce LaTourelle) si divide tra il tecnico del suono, il ribelle Casey (Will Keenan) e il truccatore, il timido Jerry (Trent Haaga). Dopo l'abbandono dell'attrice principale Christine (Debbie Rochon), Jennifer diventa inoltre la protagonista del film, nel ruolo della psichiatra di Toxic Avenger, e si trova ad interpretare una scena d'amore con Jerry, che interpreta Toxic Avenger dopo la morte dell'attore designato per la parte.
I delitti della misteriosa donna si moltiplicano e la troupe è costretta a difendersi per sopravvivere.
Alla fine si scopre che la misteriosa donna è in realtà Casey, che rivela di essere un ermafrodita. Nella lotta finale contro Casey, Larry Benjamin viene ucciso dilaniato da una bomba. Le riprese del film vengono così portate a termine da Jennifer, che vede così avverarsi il suo sogno di diventare regista, e dalla figlia muta di Benjamin, Audrey (Charlotte Kaufman), che ha ritrovato la parola dopo la morte del padre.
Al termine del film appare Lemmy Kilmister, cantante dei Motörhead, che presenta una campagna contro la discriminazione degli ermafroditi.

## Produzione
Lloyd Kaufman ebbe molti problemi con la polizia, durante le riprese del film. Più di una volta infatti la polizia ha revocato il permesso di girare la pellicola.

### Cast
Nel cast del film sono presenti molti attori noti della Troma, come Will Keenan (che nel 1996 aveva interpretato Tromeo in Tromeo and Juliet), l'attore pornografico Ron Jeremy, Trent Haaga e Debbie Rochon. Inoltre appaiono in un cameo i registi Trey Parker e Matt Stone, autori di South Park.

## Le diverse versioni
Terror Firmer è disponibile in tre versioni: quella censurata dura 95 minuti e presenta delle bande nere con la scritta a caratteri cubitali CENSORED, che coprono nudità o smembramenti. Alcune sequenze splatter sono state oscurate da immagini di animali. Durante alcuni tagli pesanti compare Lloyd Kaufman che spiega perché sono state eliminate alcune sequenze e mima queste in maniera demenziale. Inoltre molte parolacce sono state eliminate e al posto delle voci degli attori sono state inserite delle voci ridicole che dicono delle parole accettabili.
La versione director's cut dura 114' e presenta tutte le sequenze di nudità e di smembramenti. La terza versione è quella presente nel DVD statunitense, edizione speciale a due dischi. Questa versione è stata nominata Uncut Director's Cut, e dura in totale 125 minuti. Presenta alcune sequenze eliminate e altre sequenze in versione estesa rispetto alla director's cut.

## Collegamenti ad altre pellicole
- Nel film che sta girando Larry Benjamin appare anche il sergente Kabukiman, protagonista di un altro cult della Troma, ovvero Sgt. Kabukiman N.Y.P.D..
- Nel film vengono fatti due riferimenti a Troma's War. Il primo è dato da un membro della troupe che asserisce "Benjamin (Kauffman) è stato il primo regista a trattare il tema dell'AIDS nell'88", a cui il personaggio di Casey ribatte dicendo che non è facendo stuprare una ragazza da un malvagio generale sieropositivo che si tratta un tema del genere. Quella descritta è esattamente la scena che permise alla pellicola sovra citata di vantarsi di essere stata una delle prime a trattare l'argomento. La seconda citazione è data da Larry che grida alla troupe che "In Terror Firmer ci saranno più pallottole che in tutti i film girati". La frase richiama uno degli slogan presenti nel trailer di Troma's War: "The film with THE HIGEST ON SCREEN KILL COUNT of all time" (Il film con il maggior numero di morti sullo schermo di tutti i tempi")
- Nella stessa battuta, il personaggio di Kauffman cita Il mucchio selvaggio di Sam Peckinpah.
- Jerry indossa una maglietta con la scritta Deep Red, titolo statunitense di Profondo rosso, diretto da Dario Argento nel 1975.
- La misteriosa serial killer in una sequenza squarcia il ventre di una donna e ne strappa il feto, riferimento ad Antropophagus, diretto da Joe D'Amato nel 1980.
- La rivelazione finale, in cui si scopre che la misteriosa assassina è in realtà un ermafrodita rimanda ai finali di Lungo la valle delle bambole, diretto da Russ Meyer nel 1970, e Vestito per uccidere, diretto da Brian De Palma nel 1980.

## Curiosità
Alcuni degli attori e dei membri della troupe presenti nel film indossano una maglietta dei Motörhead. Lo stesso Lemmy, frontman dei Motorhead, appare per un cameo nel ruolo di un intervistatore televisivo. Durante i titoli di coda inoltre, Lemmy lancia un appello a sostegno degli ermafroditi: nelle immagini che vengono presentate i due ermafroditi sono interpretati da Matt Stone e Trey Parker, ideatori della serie South Park.

## Slogan promozionali
- «Let's Make Some Art!»;
«Facciamo dell'arte!».